# Prha úzkolistá

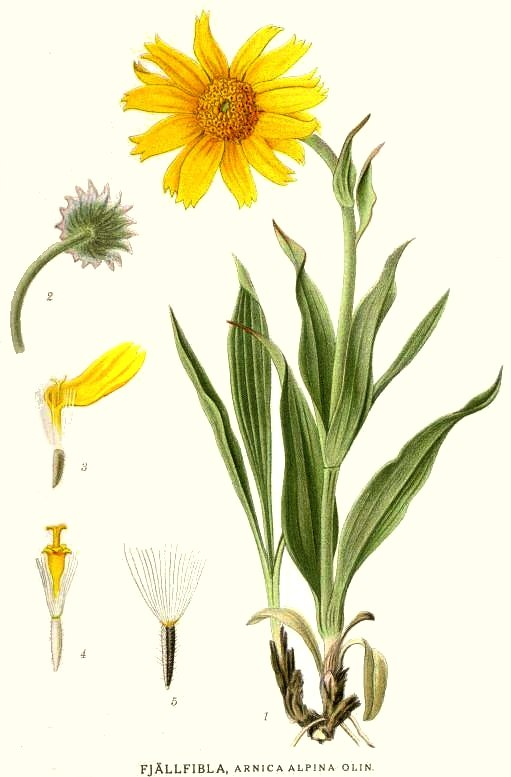
Zobrazení prhy úzkolisté

Prha úzkolistá (Arnica angustifolia) je vytrvalá rostlina severských travnatých vřesovišť. I když se okolní bylinná vegetace drží nízko při zemi, tato hvězdnicovitá arktická trvalka vyzvedává v době kvetení téměř 5 cm velký úbor s oranžovými jazykovitými květy do výše až 35 cm nad terén a je zdaleka viditelnou ozdobou arktické tundry.

## Rozšíření
Rostlina je rozšířena v arktických oblastech Evropy, Severní Ameriky i Asie. V západní Evropě se vyskytuje ve Skandinávii, na severu Finska, Švédska a nejseverněji na norských Špicberkách a na severu Ruska. V Asii roste v oblastech podél pobřeží Severního ledového oceánu od Karského moře přes poloostrov Tajmyr, souostroví Novou zemí a Čukotku až po Beringovo moře. Mimo těchto přirozeně studených míst se ještě ojediněle vyskytuje ve vyšších chladných polohách západní Sibiře, Střední Asie a Sin-ťiangu v Číně.
Největší areál však má v Severní Americe, kde vyrůstá od západu Aljašky přes střední Kanadu, okolí Hudsonova zálivu a poloostrov Labrador až po západní i východní pobřeží Grónska. Ve Spojených státech amerických zasahuje ve státech Montana, Wyoming a Colorado do Skalistých hor.

## Ekologie
Rostlina je pozůstatkem doby ledové, kdy vyrůstala v tehdejších nezalesněných travnatých stepích. S ústupem ledovců a příchodem oteplení, způsobující rozšiřování jehličnatých lesů, musela tato světlomilná bylina ustoupit před nimi do severnější zeměpisné šířky nebo do vyšší nadmořské výšky, kde si na otevřených nezalesněných místech pojistila dostatek slunečního svitu.
Roste převážně na suchých a jen zřídka vlhkých stanovištích travnaté tundry, někdy i na strmých štěrkovitých svazích, na pobřežních útesech a na skalnatých lavicích, kde upřednostňuje jižně situovaná a dobře osvětlená místa. Prospívá v propustné půdě, která může být i písčitá či štěrkovitá. Vyskytuje se často na nepřístupných skalnatých místech, kde svislé skály akumulují teplo a rostlinu chrání před větrem. Tato vytrvalá rostlina je potencionálně dlouhověká.

## Popis
Vytrvalá rostlina se vzpřímenou lodyhou dlouhou 10 až 20 cm v době kvetení zakončenou úborem se žlutými květy. Vyrůstá z rozvětveného plazivého oddenku vytvářející celé podzemní rohože velké i přes metr čtvereční. Mladé rostliny s pouze vegetativními výhonky mají jen krátké lodyhy s jedním až dvěma páry listů. Lodyhy kvetoucích rostlin mají nejspodnější listy nahloučené u báze a výše postavené protilehlé listy vyrůstají v jednom až dvou párech. Bazální listy jsou řapíkaté a lodyžní téměř přisedlé, všechny jsou ploché, oboustranně chlupaté, po obvodě celistvé a mají po třech hlavních žilkách. Listy u spodu lodyhy bývají dlouhé 3 až 11 cm a široké od 1 po 2 cm, jsou kopinaté či podlouhlé, na bázi se postupně zužují do nevýrazného řapíku a na vrcholu do ostré špičky. Listy v horní části lodyhy jsou asi poloviční velikosti. S nástupem zimy listy i lodyhy usychají.
Na konci květonosné lodyhy vyrůstá úbor široký 3,5 až 4,5 cm a vysoký od 1,5 do 3 cm se žlutými květy. Zákrov úboru je nejčastěji jednořadý, tvořený dvanácti až šestnácti kopinatými listeny dlouhými okolo 9 mm, které jsou na bázi zelené, u vrcholu načervenalé či nafialovělé a jsou porostlé článkovanými chlupy. Četné žluté květy ve středu disku jsou oboupohlavné, asi 5 mm velké, mají pětičetnou trubkovitou korunou s pěti krátkými tupými zuby. V trubce koruny je pět tyčinek se žlutými prašníky a jejich středem vyrůstá čnělka se dvěma bliznami. Spodní semeník s jediným vajíčkem vznikl ze dvou plodolistů. Samičích květů po obvodu úboru bývá deset až patnáct, jejich koruna má tři zuby a žlutou nebo žlutooranžovou, ven směřující ligulu 12 až 17 mm dlouhou a 4 až 6 mm širokou, zakončenou třemi nepravidelnými zoubky. Někdy v paždí lodyžních listů vyrostou jeden až čtyři další, drobnější úbory.
Plod je krátce chlupatá, hnědá, přisedlá, zploštělá, asi 4 mm dlouhá jednosemenná nažka s dvojřadým bílým chmýrem 10 mm dlouhým. Téměř všechny květy produkují hojnost semen, nažek, jež jsou díky chmýru dobře uzpůsobeny pro šíření větrem. Ve vyšších zeměpisných šířkách však v důsledku krátké vegetační doby nebývají semena vyzrálá a většinou neklíčí. Rostliny se proto nejčastěji rozšiřují jen rozrůstáním oddenku a na stanovišti obvykle tvoří řídké porosty.

## Taxonomie
Prha úzkolistá se vyskytuje na rozsáhlém území, na kterém se díky specifickým podmínkách rozrůznila do čtyř poddruhů.
- Arnica angustifolia subsp. angustifolia (roste v S. Americe a na Špicberkách)
- Arnica angustifolia subsp. alpina (L.) I. K. Ferguson, (ve Skandinávii)
- Arnica angustifolia subsp. iljinii (Maguire) I. K. Ferguson, ( v Rusku)
- Arnica angustifolia subsp. tomentosa (J. M. Macoun) G. W. Douglas & Ruyle-Douglas, (v S. Americe)

Zjištěné počty chromozomů 2n jsou 38, 57, 76 nebo 95, stupně ploidie x = 2, 3, 4 nebo 5.

## Význam
Mimo barevného zpestření chudé arktické krajiny je prha úzkolistá jednou z bylin, které jsou oblíbenou potravou sobí i losí populace. Těmto mohutným zvířatům bylina neškodí, při testech s drobnějšími býložravci bylo zjištěno, že ale jim zvyšuje krevní tlak a zrychluje puls. Látky které rostlina obsahuje (asi dvanáct flavonoidů) poškozují po požití většího množství nervový, trávicí i oběhový systém zvířat, což mívá za následek svalovou slabost a ojediněle až smrt. V Kanadě byla v roce 1995 v dokumentu „Health Canada“ prha úzkolistá zavedena na seznam nevhodných druhů pro volný prodej léčivých bylin pro perorální podání u lidí.